# Colonia Ejidal, Tlalnelhuayocan
Colonia Ejidal är en ort i Mexiko.   Den ligger i kommunen Tlalnelhuayocan och delstaten Veracruz, i den sydöstra delen av landet, 230 km öster om huvudstaden Mexico City. Colonia Ejidal ligger 1 540 meter över havet och antalet invånare är 469.
Terrängen runt Colonia Ejidal är lite bergig, och sluttar österut. Runt Colonia Ejidal är det ganska tätbefolkat, med 172 invånare per kvadratkilometer. Närmaste större samhälle är Xalapa, 5,4 km sydost om Colonia Ejidal. Omgivningarna runt Colonia Ejidal är en mosaik av jordbruksmark och naturlig växtlighet.